# Canthochilum histeroides
Canthochilum histeroides är en skalbaggsart som beskrevs av Edgar von Harold 1868. Canthochilum histeroides ingår i släktet Canthochilum och familjen bladhorningar. Inga underarter finns listade.